# Chuck Fleischmann

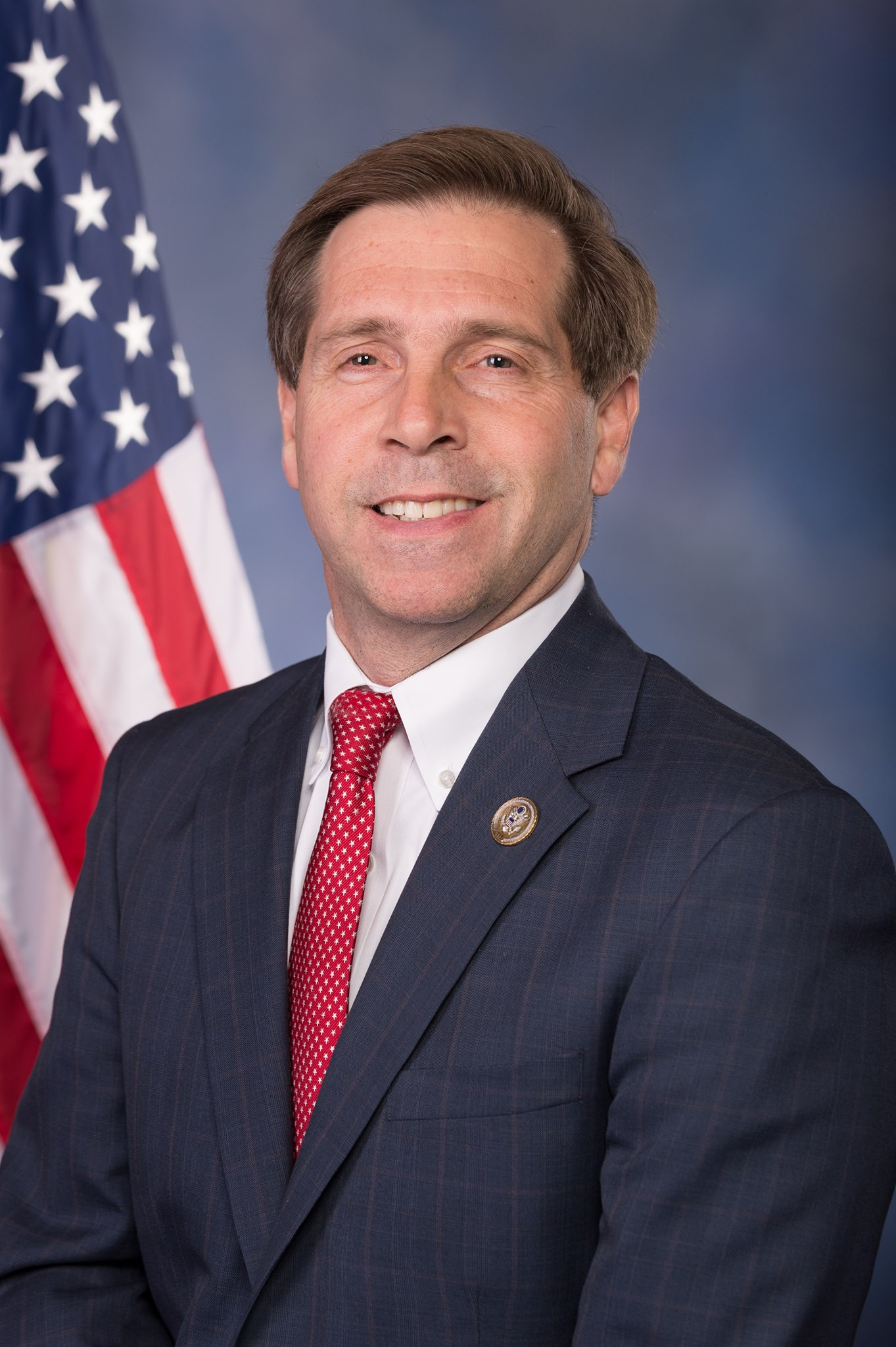
Chuck Fleischmann (2017)

Charles Joseph „Chuck“ Fleischmann (* 11. Oktober 1962 in Manhattan, New York City, New York) ist ein US-amerikanischer Politiker der Republikanischen Partei. Seit Januar 2011 vertritt er den dritten Distrikt des Bundesstaats Tennessee im US-Repräsentantenhaus.

## Werdegang
Chuck Fleischmann besuchte bis 1980 die Elk Grove High School in Elk Grove Village (Illinois). Im Anschluss studierte bis 1983 an der University of Illinois politische Wissenschaften und schloss dies mit einem Bachelor of Arts ab. Nach einem anschließenden Jurastudium an der University of Tennessee in Knoxville, wo er 1986 einen Juris Doctor (J.D.) erlangte, erfolgte im gleichen Jahr seine Zulassung als Rechtsanwalt und er begann in diesem Beruf zu arbeiten.
Anfang 2025 veröffentlicht Fleischmann den Roman Once Upon An Empire.
Fleischmann hat mit seiner Frau Brenda drei Söhne. Privat lebt die Familie in Ooltewah (in der Nähe von Chattanooga).

## Politische Laufbahn
Politisch schloss sich Fleischmann der Republikanischen Partei an. Bei den Kongresswahlen des Jahres 2010 wurde er im dritten Kongresswahlbezirk von Tennessee mit 57 Prozent der Stimmen gegen den Demokraten John Wolfe in das Repräsentantenhaus der Vereinigten Staaten gewählt, wo er am 3. Januar 2011 die Nachfolge von Zach Wamp antrat, den er bei den Vorwahlen besiegt hatte. Da er bei allen folgenden Wahlen bestätigt wurde, übt er sein Mandat bis heute aus. Er wurde stets mit mehr als 62 % der Stimmen wiedergewählt. Sein bestes Ergebnis erzielte er bei den Wahlen 2022 mit 68,3 %, das schlechteste Wiederwahlergebnis hatte er im Jahr 2014 mit 62,4 Prozent der Stimmen.
Die Primary (Vorwahl) seiner Partei für die Wahlen 2022 am 4. August gewann er mit 79,3 % deutlich. Er trat am 8. November 2022 gegen Meg Gorman von der Demokratischen Partei, die er bereits 2020 besiegt hatte, sowie die beiden unabhängigen Kandidaten Thomas Rumba und Rick Tyler an. Er konnte die Wahl mit 68,3 % der Stimmen für sich entscheiden und ist dadurch auch im Repräsentantenhaus des 118. Kongresses vertreten. Bei der Vorwahl zur folgenden Wahl zum 119. Kongress hatten im 3. Wahlbezirk weder Chuck Fleischmann noch der Demokrat Jack Allen Gegenkandidaten. Daneben qualifizierte sich noch die Unabhängigen Jean Howard-Hill und Stephen „Scooter“ King zur Hauptwahl 2024. Fleischmann gewann im November 2024 mit 67,5 %, Allen erhielt 29,4 %, die unabhängigen Kandidaten blieben beide unter 2 %. Seine aktuelle Legislaturperiode im Repräsentantenhaus des 118. Kongresses dauert bis zum 3. Januar 2027.

### Ausschüsse
Fleischmann ist aktuell Mitglied in folgenden Ausschüssen des Repräsentantenhauses:
- Committee on Appropriations
  - Energy and Water Development, and Related Agencies
  - Labor, Health and Human Services, Education, and Related Agencies
  - State, Foreign Operations, and Related Programs
- Science, Space, and Technology
  - Energy

Zuvor war er auch Mitglied im Committee on Natural Resources und dem Committee on Small Business. Des Weiteren ist er Mitglied in 15 Caucuses.

### Positionen
Er ist ein Abtreibungsgegner und ein Verfechter des 2. Zusatzartikels zur Verfassung der Vereinigten Staaten (Recht auf Waffenbesitz).
Fleischmann bezeichnete sich selbst als Nuklear-Abgeordneten (Nuclear Congressman). Er vertritt die Ansicht, dass der durch Breitband-Internet, Cloud Computing und Künstliche Intelligenz gestiegene Energiebedarf durch Kernkraft gedeckt werden müsse. Er befürwortet die Produktion von Small Modular Reactors.